# Трау
Трау (trow, trowe или drow), злой или вредный фэйри или дух в фольклорной традиции Оркнейских и Шетландских островов. Обычно короткого телосложения, безобразного вида и робкого поведения.
Подобно скандинавским троллям, с которыми у них много общего, трау — ночные создания; выбираясь из своих 'trowie knowes' (поселений внутри холмов) исключительно по вечерам, они часто приходят в человеческие дома, пока их обитатели спят. Традиционно трау очень любят музыку, и в сказках рассказывается об их привычке похищать музыкантов или заманивать их в свои жилища.

## Ранние свидетельства
Согласно «Описанию Оркнейских островов» Джо Бена (1529 г.), морской трау (Trowis) Стронсея был морским чудовищем, напоминающим жеребца, все тело которого было покрыто водорослями, со спутанной или свернутой шерстью, с конскими половыми органами, которое совокуплялось с женщинами острова.
По словам Вальтера Скотта: «уроженцы Оркнейских и Шетландских островов до сих пор приписывают народу, называемому драу (Drows), обладание сверхъестественной мудростью. Этот народ в большинстве прочих отношений может быть идентифицирован с Каледонскими фэйри».

## Истоки и параллели
Ди (1991) предполагает, что происхождение драу, как, возможно, и шелки, может быть частично основано на скандинавском завоевании островов. По её словам, нашествие викингов заставило коренных, черноволосых пиктов скрываться, и что «на Шетландах существует много историй об этих странных людях, более низкорослых и темных, чем высокие светловолосые викинги, изгнанных со своих земель в морские пещеры, и выходящих по ночам, чтобы красть у новых землевладельцев». Однако большинство римских источников описывают пиктов как рослых, с длинными конечностями и рыжими или светлыми волосами.

## Мелодии трау
Про некоторые шетландские скрипичные мелодии рассказывают, что люди услышали их от трау. Одним из примеров является композиция «Winyadepla», которую можно услышать в исполнении Тома Андерсона на его совместном с Эли Бэйном альбоме The Silver Bow.

## В фэнтези
Трау оказали влияние на создание одного из наиболее распространённых образов в современных фэнтези, особенно в играх — дроу, вымышленной расы из вселенной «Забытых Королевств», а также на их многочисленных подражателей тёмных эльфов.
Сами трау также встречаются в компьютерных играх: в ролевой игре The Bard’s Tale (2004), где они имеют трудноописуемый вид и являются главной причиной многих бед, и стратегии Myth (1997), где они изображены как злобные подземные великаны со слоновьими ногами.